# Fachwerkgebäude (Darmstadt-Arheilgen, Darmstädter Straße 7)
Das Fachwerkgebäude ist ein Bauwerk in Darmstadt-Arheilgen.

## Geschichte und Beschreibung
Das Fachwerkgebäude in der Darmstädter Straße 7 wurde um das Jahr 1700 mit baukünstlerisch wertvollem Sichtfachwerk erbaut.
Das zweigeschossige giebelständige Fachwerkgebäude besitzt ein biberschwanzgedecktes Satteldach.
Über dem Erdgeschoss sind die vortretenden unverzierten Balkenköpfe der Unterzüge zu sehen.
Andreaskreuze und Rauten befinden sich in den Brüstungsfeldern des ersten Obergeschosses und im Giebeldreieck.
Ein halber Wilder Mann befindet sich im Anschluss an die Eckständer.
Die Strebenanordnung im Giebelfeld wurde als „Wilder Mann“ ausgebildet.

## Denkmalschutz
Das Fachwerkgebäude wurde in den Jahren 1991 und 1992 grundlegend saniert.
Aus architektonischen und stadtgeschichtlichen Gründen ist das Bauwerk ein Kulturdenkmal.